# Di Giorgio
Di Giorgio é uma empresa brasileira fabricante de instrumentos musicais fundada em 1908 pelo imigrante italiano Romeu Di Giorgio, em São Paulo.
A fábrica, que começou como um atelier produzindo violões, chegou a produzir outros instrumentos de cordas, como violas, violinos e bandolins. Atualmente, a sua linha de produção de violões é a maior do Brasil, e está localizada na cidade de Franco da Rocha, São Paulo.

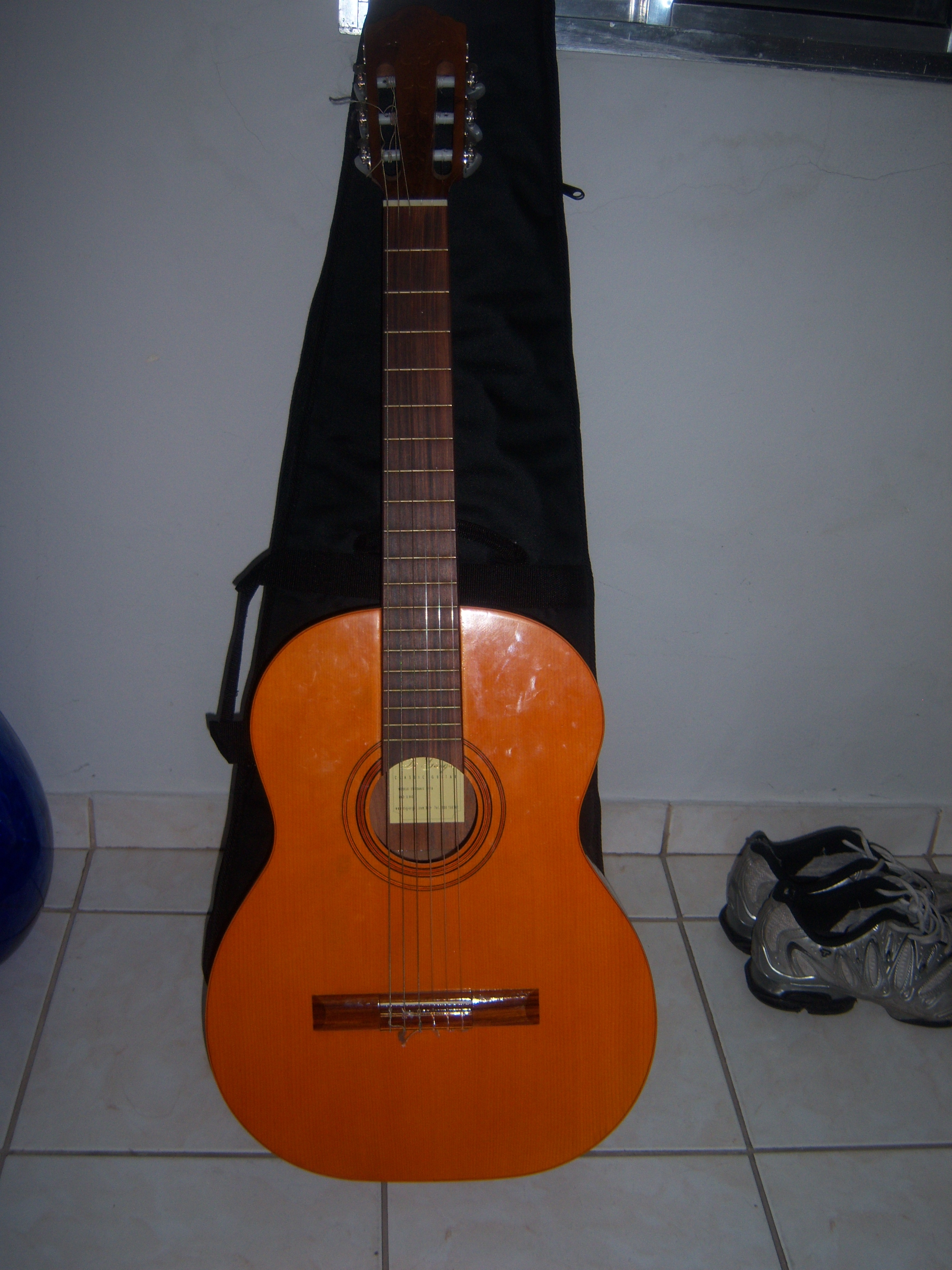
Violão Di Giorgio, modelo estudante 18. Ano (2002)

## História
O Atelier de Violões Finos Romeu Di Giorgio foi fundado no ano de 1908 por Romeu Di Giorgio, nascido na Itália (em Roma) no ano de 1889, foi discípulo do luthier de violinos Sr. Fritelli com quem aprendeu os segredos da sonoridade. Com o passar do tempo o pequeno Atelier aos poucos se transformou numa pequena indústria de instrumentos musicais acústicos, tais como: violinos, bandolins, violas de gamba etc (instrumentos esses utilizados pelos imigrantes europeus daquela época).
Por volta dos anos quarenta, já com a denominação de Indústria e Comércio de Instrumentos de Cordas Di Giorgio Ltda, a fábrica instala-se na Rua Voluntários da Pátria (no bairro de Santana - São Paulo) e nessa ocasião inicia-se uma tendência na fabricação de violões, pois este instrumento passa a fazer parte da cultura, especialmente nas serestas. Nos anos sessenta, com o advento da Bossa Nova e sob o comando de seu filho Reinaldo Di Giorgio, com a fase da ditadura, tornou-se difícil adquirir marcas importadas, e a Violões Di Giorgio se consagra como principal fornecedora de violões de alta classe para músicos e compositores que emergem naquele momento musical. Atualmente, a fábrica está instalada no Município de Franco da Rocha, no Estado de São Paulo, com uma edificação de 20.000 m² e um total de 200 funcionários. A Violões Di Giorgio agora sob a gestão de Reinaldo Di Giorgio JR, produz atualmente 6.000 violões por mês, consagrando-se desta forma como líder de mercado na fabricação de violões.